# Affrontements de Kasese
Les affrontements de Kasese est une attaque de l'armée ougandaise du palais royal de Rwenzururu à la suite de heurts. Les violences ont éclatées le 26 novembre 2016 dans la ville de Kasese, la capitale du royaume ougandais de Rwenzururu, lorsque la police ougandaise (en) a fait une descente dans les bureaux du gouvernement du royaume, tuant huit gardes royaux rwenzururiens et en arrêtant deux autres. Selon le gouvernement ougandais, le raid était une réponse aux attaques de militants contre des postes de police dans la région deux semaines plus tôt, qui auraient été perpétrées par les gardes royaux.
Le lendemain, les forces armées et la police ougandaises ont fait une descente dans le palais royal de Rwenzururu après l'expiration d'un ultimatum lancé par le gouvernement ougandais, entraînant la mort de 87 gardes royaux et de 16 policiers. À la suite des raids, l'Omusinga (en) (roi) de Rwenzururu, Charles Mumbere (en), a été arrêté et accusé de meurtre.

## Contexte
Le royaume de Rwenzururu est habitée par les peuples Konjo et Amba, qui se sont battus pour la sécession du royaume Tooro en 1962 sous le mouvement connu sous le nom de « Rwenzururu ». La violence a atteint son paroxysme en 1963 et 1964, lorsque les soldats Tooro ont massacré de nombreux civils Konjo et Amba alors qu'ils cherchaient à contrôler les vallées basses. L'armée ougandaise est intervenue contre les séparatistes, faisant des dégâts si importants que le mouvement s'est rétracté pendant un certain temps. Cependant, il est devenu célèbre grâce à une épopée folklorique locale et est resté pertinent, gagnant finalement son autonomie en 1982 et la reconnaissance officielle du gouvernement ougandais en tant que royaume en 2008.
Après la reconnaissance de Rwenzururu par le gouvernement ougandais, la violence entre les peuples Konjo et Amba s'est plus répandue. Les Bakonjo soutenant généralement l'opposition tandis que les Baamba soutiennent généralement le gouvernement central. En février et avril 2016, des violences ont éclaté entre les deux communautés en raison de résultats contestés des élections locales, entraînant la mort d'au moins 30 personnes.

## Affrontements
La police ougandaise a fait une descente dans les bureaux du gouvernement du royaume de Rwenzururu le 26 novembre 2016, tuant huit gardes royaux rwenzururiens et en arrêtant deux autres. Selon le gouvernement ougandais, le raid était une réponse aux attaques de militants contre des postes de police dans la région deux semaines plus tôt, qui auraient été perpétrées par les gardes royaux,.
Le lendemain, le 27 novembre 2016, deux policiers ougandais ont été tués par une foule de civils en colère. La police, accompagnée de l'armée ougandaise, est arrivée au palais royal de Rwenzururu vers 10h00. Le brigadier Peter Elwelu, qui était responsable des soldats et des policiers à l'extérieur du palais, a reçu l'ordre de prendre d'assaut le palais dans une heure si le conflit n'avait pas été résolu pacifiquement d'ici là. A 11h00, le président ougandais Yoweri Museveni a lancé un ultimatum à Charles Mumbere, l'Omusinga (roi) de Rwenzururu, exigeant qu'il se rende, ses gardes également et leurs armes dans les deux heures ou il « fera face aux conséquences ». Vers 13 h 01, les forces de sécurité ougandaises prennent d'assaut le palais royal et l'échange de tirs qui en suivi a entraîné la mort de 87 gardes royaux et d'au moins 16 policiers,.
Selon Atkins Katusabe, un député local qui faisait partie de l'équipe de négociation à l'intérieur du palais, le raid a été mené malgré les tentatives des négociateurs de parvenir à une résolution pacifique du conflit. Katusabe a également affirmé que les gardes royaux n'étaient pas armés et que la raison pour laquelle lui et le Premier ministre rwenzururien Johnson Thembo Kitsumbire avaient survécu était due aux soldats ougandais qui les avaient escortés hors du bâtiment juste avant le raid.

## Conséquences
Le gouvernement ougandais a donné un bilan officiel de 103 morts en mars 2017,. Human Rights Watch a cependant estimé qu'au moins 156 personnes avaient été tuées dans les affrontements.
Les autorités ougandaises ont arrêté et inculpé plus de 180 personnes dans les semaines qui ont suivi les affrontements. Charles Mumbere a été arrêté et accusé de meurtre le 30 novembre 2016,,. Lors d'une audience du tribunal le 13 décembre 2016, Mumbere a été accusé de terrorisme, de vol aggravé et de tentative de meurtre. Le Premier ministre de Rwenzururu, Johnson Thembo Kitsumbire, a également été arrêté plus tard à son domicile de Kasese. Le gouvernement ougandais a annoncé le 26 décembre 2016 qu'un total de 167 gardes royaux rwenzururiens s'étaient rendus aux forces de sécurité ougandaises en échange d'une amnistie. Un grand nombre de gardes royaux ont choisi de se cacher, craignant pour leur vie. Beaucoup ont fui vers la République démocratique du Congo.
Charles Mumbere, Johnson Thembo Kitsumbire et 138 autres personnes arrêtées lors des raids ont comparu devant la Haute Cour de Jinja le 28 décembre 2016. Le tribunal a fixé l'audience de libération sous caution de Mumbere au 9 janvier 2017.
En février 2019, 87 gardes royaux étaient revenus pacifiquement de leur exil après des négociations avec le Busongora Development Forum, une organisation communautaire locale. Pendant ce temps, les responsables de l'UPDF ont fait valoir que les gardes royaux en exil continuaient de poser un risque pour la sécurité de la région.